# At-Basjy (distrikt)
At-Bashi är ett distrikt i Kirgizistan. Det ligger i provinsen Naryn, i den centrala delen av landet, 210 km sydost om huvudstaden Bisjkek. Antalet invånare är 50 118.